# 龍的牙醫
《龍的牙醫》是日本短篇原創網絡動畫，最初於日本動畫人展覽會播出，舞城王太郎編劇兼導演，鶴卷和哉動畫導演，小坂泰之作人物設定，龜田祥倫為作畫指導兼動畫人物設定。故事講述戰爭期間，原本在某國棲息的龍，以及與之定下契約的龍牙醫們所遇之事。2017年2月份於NHK BS Premium頻道播出2集各長約45分鐘的電視動畫。

## 劇情
故事講述戰爭其間，原本在某國棲息的龍，以及與之定下契約的龍牙醫們所遇之事；龍的牙齒是死者過渡的地方，以及時常出現各種類型的荒魂侵食龍的牙齒。某天，龍齒上出現了龍牙醫們稱之為不祥之兆的「黃泉歸來」，已經死亡的少年貝爾從龍齒中出現；而某天，某只龍齒上出現會吞噬人類的「天狗蟲」，在成功消滅其後，背後卻有關於12年前的重大秘密。

## 登場人物

### 主要人物
岸井野乃子（／ Kishii Nonoko），聲：清水富美加（日本）；穆宣名（台灣）；陳皓宜（香港）
成功通過龍的測試而成為「龍的牙醫」的少女，某天早晨檢查龍牙時發現「黃泉歸來」中的死亡少年貝爾，其後指導其成為龍的牙醫。對貝爾對於龍的牙醫等待最終命運的看法提出反問「活的多久很重要嗎？」即使貝爾未通過龍的測試，主觀上也已完全將貝爾當作「龍的牙醫」。
貝爾·屋大維（ Berunāru Okutabiasu），聲：岡本信彥（日本）；江志倫（台灣）；胡家豪（香港）
生長於和野乃子的國家敵對的勢力，原本是軍人，因同伴的背叛而遭到殺害。已死亡，但因被龍挑選而於龍牙中復活，龍的牙醫們認為此現象是不祥之兆。悟堂指示岸井訓練其成為龍的牙醫。認為野乃子奮不顧身勇往直前的姿態像極了疾馳的駿馬，因此相當喜歡野乃子。

### 龍牙守護者
悟堂悠世夫（／ Godou Yoyootto），聲：山寺宏一（日本）；夏治世（台灣）；雷霆（香港）
岸井在進行龍的測試時的教官，12年前與夏目柴名同屆的牙醫。在貝爾出現後，指示岸井訓練其成為龍的牙醫。被柴名爆出曾經和她舌吻過。
夏目柴名（／ Natsume Shibana），聲：林原惠（日本）；錢欣郁（台灣）；吳羨婷（香港）
岸井的前輩，12年前與悟堂悠世夫同屆的牙醫。一直保存著12年前導致25位牙醫犧牲的「天狗蟲」蟲胎中的幼蟲，并使用其令龍牙斷裂，最後更與天狗蟲結合後逃離。自始自終沒有放棄抵抗「龍的牙醫」的命運。即使和「天狗蟲」結合也沒有失去自我的意識，因此幾次保護了被敵軍捕獲的野乃子。對於野乃子仍然願意稱呼化作蛀蟲的她為「柴名姊」感到高興。曾對昏迷的野乃子說「要當個好女人喔」。
有栖川卡妮（／ Arisugawa Kanne），聲：名塚佳織（日本）；陳凱莉（台灣）；廖杏茵（香港）
龍牙守護者少女。紅髮。
佐藤修三（／ Satou Shuuzou），聲：德本恭敏（日本）；待查詢（台灣）；陳灝瑋（香港）
龍牙守護者少年。在天狗蟲篇與天狗蟲同歸於盡。
家村宗達（／ Iemura Soutatsu），聲：高木涉（日本）；孫中台（台灣）；陳永信（香港）
老年的龍牙守護者，但資歷不及柴名。

### 其他
薩瓦托·布蘭科（ Sarubatōru Buranko），聲：松尾鈴木（日本）；吳文民（台灣）；葉振聲（香港）
敵軍一隊傭兵的隊長，搶奪龍牙。有「不死身布拉岡」之稱。因對貝魯露出殺意而被殺戮蟲所殺。
小澤（／ Ozawa），聲：櫻井孝宏（日本）；吳文民（台灣）；張錦江（香港）
我軍軍官，龍的守衛。被布拉岡一行人殺害。
吉勒（ Gireri），聲：津田健次郎（日本）；待查詢（台灣）；梁偉德（香港）
布拉岡的部下。因阻止破壞龍的智慧齒而遭布拉岡殺害。

## 製作
2014年10月，動畫於東京國際電影節上播出，之後作為日本動畫人展覽會的第一集播出。該短篇動畫劇本與導演由舞城王太郎擔當，動畫導演由鶴卷和哉擔當，並由庵野秀明擔當製作人；角色原案由小坂泰之擔當，角色設定與作畫監督由龜田祥倫擔當以及音樂由小山嘉嵩負責。
2016年3月，NHK宣佈將日本動畫人展覽會其中一部動畫改編製作成電視動畫，但沒交待是哪一部。2016年8月，日本動畫人展覽會網站公佈，將會改編《龍的牙醫》，而且改編將會是分成兩部的特別長篇動畫。庵野秀明於電視動畫中將擔任製作總監以及音響指導，鶴卷和哉擔任該動畫之導演，而舞城王太郎和榎戶洋司合作編寫劇本，井關修一擔當動畫人物設定與作畫指導，Khara製作動畫。

## 媒體

### 原創網絡動畫
長8分鐘的短篇動畫《龍的牙醫》於2014年10月在東京國際電影節上播出，之後於11月7日在日本動畫人展覽會網站上播出。2015年11月23日，日本動畫人展覽會移除了前兩季的短篇動畫。為記念改編成長篇動畫，2017年3月下旬將會重新於網站上播出。

### 電視動畫
作为NHK纪念日本动画100周年企划的一部分，兩篇長篇動畫的第一篇於2017年2月18日在NHK BS Premium頻道播出，第二篇於2017年2月25日播出。每篇各長約45分鐘。

## 評價
動畫新聞網編輯Kevin Cirugeda在回顧日本動畫人展覽會前兩季度時，稱讚鶴卷和哉的動畫不錯，但覺得在短時間內帶出劇情量大的故事不太好，並說道，這個架空世界應該有更大的故事，但我們永遠無法了解其故事。
Japanator編輯Salvador G Rodiles認為故事有點「無力」，但作品的視覺效果與角色設定是不錯的，並表示這作品有潛力發展其故事，如果舞城王太郎與團隊決定擴大故事的話。

## 外部連結
- 短篇動畫《龍的牙醫》於日本動畫人展覽會之頁面（日語）
- 電視動畫《龍的牙醫》於NHK之頁面（日語）